# Trofeo Topolino di karate
Il Trofeo Topolino di karate era una gara internazionale di karate organizzata annualmente in Italia fino al 2016.
La competizione era organizzata ogni anno dalla FIKTA sotto l'egida della The Walt Disney Company Italia. Il trofeo vedeva ogni anno la partecipazione di atleti proveniente da tutta Italia e dai paesi vicini, aumentando lo spessore tecnico della gara. I partecipanti potevano avere al massimo 14 anni, e potevano gareggiare sia individualmente, sia in squadra. A differenza di molte altre competizioni, si gareggiava solo in Kata, ovvero il combattimento figurato. Al trofeo potevano partecipare gli atleti praticanti lo stile Shotokan, Wado Ryu, Shito syu e Goyu. Oltre alla gara sul fronte del karate, nel trofeo Topolino vi era anche un collaterale concorso di disegno. La manifestazione è stata soppressa insieme agli altri Trofei Topolino nel 2016.